# NRJ Mobile
NRJ Mobile est un opérateur de réseau mobile virtuel, lancé en 2005 par le Groupe Crédit mutuel-CIC (95 %) et NRJ Group (5 %). Le Crédit mutuel Alliance Fédérale (via la filiale Euro-Information Telecom) rachète en juin 2020 les 5 % détenus par NRJ Group et devient l'unique actionnaire. NRJ Mobile utilisait les antennes d'Orange et SFR, puis de Bouygues Telecom. Le 26 juin 2020, Bouygues Telecom a signé un protocole d’exclusivité avec le Crédit Mutuel pour l’acquisition de l’opérateur alternatif Euro-Information Telecom et la conclusion d’un partenariat de distribution. Depuis le 31 décembre 2020, Bouygues Telecom est le propriétaire de NRJ Mobile.

## Offres
NRJ Mobile commercialise des offres qui couvrent l'ensemble des besoins en téléphonie mobile : appels, SMS, Web et courrier électronique illimité. Ces offres sont disponibles aussi bien dans le réseau Crédit mutuel et CIC, que sur nrjmobile.fr, dans la grande distribution et les réseaux habituels de la téléphonie mobile. NRJ Mobile est également l'opérateur de Crédit mutuel Mobile et de CIC Mobile, qui commercialisent des offres exclusives au réseau des 4 500 agences CM - CIC, destinées à une clientèle plus large et associées à des services et produits bancaires.
NRJ Mobile propose différents types de forfaits : 4G, illimité, bloqué, sans engagement, ainsi que des cartes prépayées rechargeables.
NRJ Mobile est aussi l'opérateur d'Auchan Télécom et de Cdiscount Mobile, toutes deux filiales appartenant à Euro-Information Telecom.

## Historique
Ce MVNO a démarré le 2 novembre 2005 avec un concept inédit de crédit valable à vie en prépayé qu'il a maintenu en mettant fin rapidement à cet avantage révolutionnaire le 19 octobre 2006.
Début septembre 2011, NRJ Mobile annonce avoir passé un accord avec SFR lui permettant de devenir Full MVNO : ce statut d'opérateur mobile dégroupé permet de gagner en indépendance vis-à-vis de son fournisseur. Concrètement cela signifie qu'à l'avenir, l'opérateur virtuel devrait être en mesure de prendre totalement le contrôle de la facturation d'un abonné ou de l'utilisation de la carte SIM en ce qui concerne le réseau SFR.
NRJ Mobile a également passé le cap du million de clients actifs à la fin de l'été 2011
NRJ Mobile devrait ainsi atteindre 320 millions d’euros de chiffres d’affaires en 2011, en croissance de 70 % en un an.
NRJ Mobile revendique 40 % des ventes brutes postpayées de l'ensemble des MVNO sur le 2e trimestre 2012.
Bouygues Telecom a racheté Euro-Information Telecom (propriétaire de la marque NRJ Mobile) le 31 décembre 2020.

## Réseaux
NRJ Mobile utilisait les réseaux de SFR, d'Orange et, depuis 2015, de Bouygues Telecom. 
Depuis 2021 et à la suite du rachat d'Euro-Information Telecom, les nouveaux clients de NRJ Mobile utilisent uniquement le réseau de Bouygues Telecom. Les anciens clients ont été transférés, progressivement au cours de l'année 2021, sur ce même réseau.